# ترافيس تيدفورد
ترافيس تيدفورد (بالإنجليزية: Travis Tedford)‏ هو ممثل أمريكي، ولد في 19 أغسطس 1988 بروكوول في الولايات المتحدة.

## أعمال

### أفلام
- (2010) ذا فاينال

## وصلات خارجية
- ترافيس تيدفورد على موقع IMDb (الإنجليزية)
- ترافيس تيدفورد على موقع إن إن دي بي (الإنجليزية)
- ترافيس تيدفورد على موقع قاعدة بيانات الفيلم (الإنجليزية)